# Cinecitta (bioscoop)

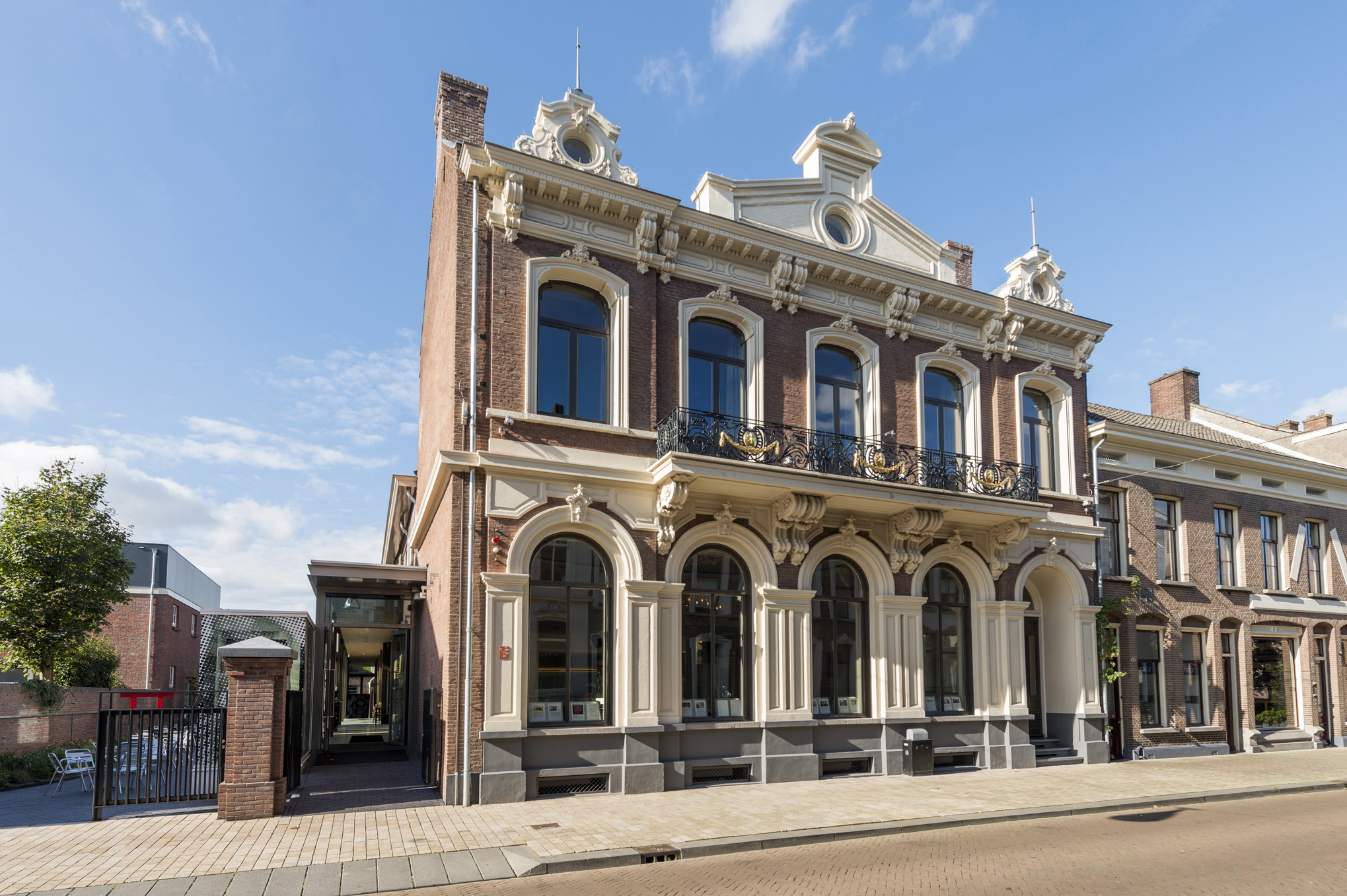
Voorgevel van Cinecitta (2016)

Cinecitta, voorheen Ambassade/Camera, is een bioscoop met vijf zalen in de Tilburgse Willem II-straat (stadsdeel Binnenstad).

## Aanbod
Cinecitta selecteert haar filmaanbod op artistieke, culturele, politieke of maatschappelijke waarde. Behalve films draait ze ook documentaires en niet-Engelstalige arthouse-rolprenten, zonder een pauze. Elke maandagavond vertoont de bioscoop uit een van deze genres een verrassingsfilm, de sneakpreview. Dit is steeds een premiere-film die pas later in de Nederlandse bioscopen en filmtheaters vertoond wordt. 
De ruimte van Cinecitta wordt bij tijd en wijle ook voor andere doeleinden gebruikt zoals (foto)tentoonstellingen, workshops en debatten.

## Verbouwing
Van 2012 tot en met 2014 werd Cinecitta verbouwd. Na de verbouwing kwamen er drie bioscoopzalen, een multifunctionele zaal, een vergaderkamer, restaurant, bar en binnentuin. Ook werd het dak belegd met zonnecellen.
In 2019 is Cinecitta wederom uitgebreid; er zijn twee extra bioscoopzalen en de binnentuin heeft plaats gemaakt voor een atrium. Deze verbouwing is voltooid in oktober 2020.

## 100-jarig bestaan
In oktober 2016 bestond Cinecitta 100 jaar. Deze verjaardag werd gevierd met diverse acties en de vertoning van de film die precies 100 jaar geleden ook werd getoond; Salambò (1914). 
Daarnaast bracht Cinecitta een boek uit waarin haar geschiedenis beschreven wordt door Berry van Oudheusden.